# Розтин вен Латинської Америки
Розтин вен Латинської Америки: п'ять століть розграбування континенту (ісп. Las venas abiertas de América Latina) — книга уругвайського журналіста і письменника Едуардо Галеано, яка вийшла друком у 1971 році. Основна ідея книги — критика експлуатації Латиноамериканського континенту європейськими колоністами і американськими капіталістами. Зміст прослідковує історію континенту від прибуття європейців до початку економічного і політичного домінування США у регіоні. Передмова до книги була написана родичем соціалістичного чилійського президента Сальвадора Альєнде. Ця книга була забороненою в Уругваї і Чилі, коли в обох країнах встановилася військова диктатура і була однією з улюблених книг лівих діячів в Латинській Америці. В квітні 2009 р. президент Венесуели Уго Чавес подарував примірник книги американському президентові Бараку Обамі, що зробило її бестселлером у США і інших країнах майже 40 років після її публікації.